# Jonathan Gershoni
Jonathan Michael Gershuni (* 1950 in Haifa) ist ein israelischer Virologe und Hochschullehrer. Er ist Professor an der Universität Tel Aviv. Sein Forschungsschwerpunkt ist die Entwicklung von Gegenmitteln für Erkrankungen wie AIDS, Hepatitis C, Influenza, SARS und MERS.

## Leben und Wirken
Jonathan Gershoni wurde 1950 in Haifa geboren.
Er machte seinen Bachelor of Science in Biologie an der Hebräischen Universität Jerusalem und forschte im Anschluss an der Yale School of Medicine in den USA. Ab 1983 arbeitete er in Israel am Weizmann-Institut für Wissenschaften.
In Bethesda forschte er am National Institutes of Health zum AIDS-Virus. Er war einer der Gründer des Fachbereichs für Zellforschung und Immunologie an der Universität Tel Aviv und dessen Vorsitzender von 2003 bis 2006.
Während der COVID-19-Pandemie erhielt er in den USA Mitte April 2020 ein Patent für einen Mechanismus, der das Receptor Binding Motif (RBM) des SARS-CoV-2 Virus umbaut und so für das Immunsystem angreifbarer machen soll.

## Familie
Jonathan Gershoni ist verheiratet und Vater von drei Töchtern.